# Моранди, Родольфо
Родольфо Моранди (итал. Rodolfo Morandi; род. 30 июля 1902, Милан, Ломбардия — 26 июля 1955, Милан, Ломбардия) — итальянский юрист, экономист и политик.

## Биография
Родился в Милане, младший из трёх сыновей предпринимателя в гостиничной сфере Энрико Моранди и Энрики Маравилья. Энрико Моранди придерживался идей Мадзини, принял активное участие в событиях политического кризиса конца XIX века и рано ушёл из жизни.
Получил высшее юридическое образование, занялся изучением наследия Джузеппе Мадзини, а позднее — марксизмом. Этим темам была посвящена наиболее известная книга Родольфо Моранди — «История современной большой промышленности в Италии» (Storia della grande industria moderna in Italia), изданная в 1931 году. Присоединился к организации «Справедливость и Свобода», позднее вступил в подпольную Социалистическую партию. Занимался в контакте с коммунистами антифашистской деятельностью в Милане, не прерывая также своей адвокатской практики. На некоторое время эмигрировал во Францию, затем вернулся в Италию, принял участие в создании Единого антифашистского фронта, в 1937 году был арестован вместе с группой единомышленников и приговорён к 10 годам заключения. Освобождён в 1943 году после падения фашистского режима и по состоянию здоровья уехал в Швейцарию. В июне 1944 года нелегально вернулся в Милан, затем переехал в Турин, когда уже входил в правление отделения Социалистической партии в Северной Италии. В качестве руководителя Комитета национального освобождения Пьемонта принимал участие в организации забастовок на территории Итальянской социальной республики.
23 апреля 1945 года вернувшись в Милан был назначен председателем КНО Северной Италии, а 25 апреля 1945 года вместе с Сандро Пертини подписал от имени ИСП декрет, в соответствии с которым власть в Северной Италии переходила к структурам КНО.
С декабря 1945 по апрель 1946 года являлся секретарём ИСП, был избран в Учредительное собрание Италии. В должности министра промышленности и торговли входил во второе и третье правительства Де Гаспери. В 1948 году стал назначенным сенатором в парламенте первого созыва.
В январе 1951 года стал заместителем генерального секретаря ИСП, на выборах 1953 года был избран в Сенат Италии.